# .be
.be je vrhovna internetska domena (country code top-level domain - ccTLD) za Belgiju. Domenom upravlja DNS Belgium.

## Vanjske poveznice
- IANA .be whois informacija  Arhivirana inačica izvorne stranice od 16. svibnja 2008. (Wayback Machine)